# VMRO-DPMNE
Vnatrešna Makedonska Revolucionerna Organizacija-Demokratska Partija za Makedonsko Nacionalno Edinstvo, VMRO-DPMNE (makedonsky Внатрешно Македонска Револуционерна Организација – Демократска Партија за Македонско Национално Единство, Vnitřní makedonská revoluční organizace – Demokratická strana makedonské národní jednoty) je politickou stranou v Severní Makedonii.

## Historie
Vznikla z Křesťansko-demokratické strany v roce 1990. Je to umírněná strana s křesťansko-demokratickou orientací, podporuje začlenění Severní Makedonie do NATO a EU. Po vítězných parlamentních volbách v roce 2006 je hlavní stranou vládní koalice, její současný předseda Nikola Gruevski byl premiérem do roku 2016.